# Surinaamse parlementsverkiezingen 1894
De Surinaamse parlementsverkiezingen in 1894 vonden plaats in maart en april van dat jaar. 
Er konden drie leden voor de Koloniale Staten gekozen worden in verband met het periodiek aftreden van A.H. de Granada, H. d'Angremond en J.E. Muller.
| Kandidaat                                            | Stemmen in de eerste ronde | Stemmen in de tweede ronde | resultaat |
| ---------------------------------------------------- | -------------------------- | -------------------------- | --------- |
| J.E. Muller                                          | 190                        | -                          | gekozen   |
| A.H. de Granada                                      | 113                        | -                          | gekozen   |
| T.L. Ellis                                           | 92                         | 29                         | x         |
| G.J. Vanier                                          | 80                         | 176                        | gekozen   |
| H. d'Angremond                                       | 60                         | -                          | x         |
| D. Coutinho                                          | 60                         | -                          | x         |
| J.J. Heilbron                                        | 11                         | -                          | x         |
| tientallen andere personen met minder dan 10 stemmen |                            |                            |           |

Bij deze verkiezingen mochten alleen mannen die aan bepaalde voorwaarden voldeden (censuskiesrecht) stemmen. Bij de eerste ronde waren er 225 geldig uitgebrachte stembiljetten waarbij een kiezer voor meer dan een kandidaat kon stemmen. Er waren drie zetels te verdelen en om in de eerste ronde gekozen te kunnen worden had een kandidaat de stem nodig van meer dan de helft van de geldig uitgebrachte stembiljetten (minstens 113 stemmen). Twee kandidaten voldeden aan die voorwaarde. Bij de 'herstemming' met de twee overgebleven kandidaten kreeg Vanier de meeste stemmen zodat hij verkozen werd tot Statenlid.
Parallel aan deze verkiezingen kon er ook gestemd worden voor een opvolger van het tussentijds opgestapte Statenlid C.H. van Meurs. Bij die verkiezingen werd T.L. Ellis gekozen.
Na deze verkiezingen had de Koloniale Staten de volgende dertien leden:
| Naam                  | Gepland jaar van aftreding | Bijzonderheden                          |
| --------------------- | -------------------------- | --------------------------------------- |
| D. Juda*              | 1895                       | voorzitter                              |
| C.J. Heylidy          | 1898                       | vicevoorzitter                          |
| I. da Costa*          | 1895                       |                                         |
| A. van 't Hoogerhuys* | 1895                       |                                         |
| S.M. Swijt*           | 1895                       |                                         |
| F.C. Gefken           | 1896                       |                                         |
| M.S. van Praag        | 1896                       |                                         |
| A. Salomons           | 1896                       |                                         |
| T.L. Ellis            | 1898                       |                                         |
| H. Barnett            | 1898                       | in 1895 opgevolgd door J.R.C. Gonggrijp |
| A.H. de Granada       | 1900                       |                                         |
| J.E. Muller           | 1900                       |                                         |
| G.J. Vanier           | 1900                       |                                         |

* = benoemd door de gouverneur